# Saint-Philippe-d'Aiguille
 Saint-Philippe-d'Aiguille  là một xã thuộc tỉnh Gironde trong vùng Aquitaine tây nam nước Pháp. Xã này nằm ở khu vực có độ cao trung bình 107 mét trên mực nước biển.